# Vicálvaro (stacja metra)
Vicálvaro – stacja metra w Madrycie, na linii 9. Znajduje się w dzielnicy Vicálvaro, w Madrycie i zlokalizowana jest pomiędzy stacjami Valdebernardo i San Cipriano. Została otwarta 1 grudnia 1998.